# Малые Житковицы
Малые Житковицы — деревня в Плюсском районе Псковской области России. Входит в состав Лядской волости.
Расположена в верховьях реки Яня (притока Плюссы), южнее озера Вороновского, в 43 км к северо-западу от райцентра Плюсса, в 14 км к северо-востоку от волостного центра Ляды. Южнее находится деревня Большие Житковицы.

## Население
Численность населения деревни на 2000 год составляла 7 человек, по переписи 2002 года — 4 человека.